# 茂原市立図書館
茂原市立図書館（もばらしりつとしょかん）は、千葉県茂原市にある公立の公共図書館。なお、茂原市には市立図書館のほか公民館等にも図書施設があり、条例上は後者は市立図書館に属していないが、本項では茂原市立図書館及び市内図書施設について述べる。

## 概要
2014年（平成26年）まで一宮川近くの茂原市八千代に施設があった。しかし、水害による2度の浸水や老朽化により、JR茂原駅南口に隣接する南総サンヴェルプラザ（茂原駅南口再開発ビル、旧茂原そごう）6階に2014年（平成26年）7月20日に移転開館した。その後、2025年（令和7年）3月21日に、商業施設茂原ショッピングプラザアスモ2階に再移転した。
2014年（平成26年）4月1日以後、図書館流通センターが図書館の指定管理者に指定されている（5年ごとに更新、2029年3月31日までの予定）。
貸出のための図書館カードは、茂原市在住・在勤・在学者および長生郡在住者のみ発行可能となっている。茂原市立図書館及び市内図書施設（後述）で共通して利用できる。

## 沿革
1952年（昭和27年）に合併により茂原市が誕生したことを機に、茂原市では市立図書館設立の要求が高まった。
このころ千葉県立中央図書館では、廿日出逸暁館長が、県内各地に図書館を育成するため、県立図書館の分館を、各地域の中心市町村に、市町村立図書館と併設の形で設置する、という事業を進めていた。茂原市側は県当局に、市立図書館の新設と分館の併設を申請し、これが受け入れられたため、1954年（昭和29年）1月18日、千葉県教育委員会と茂原市教育委員会の間で、千葉県立中央図書館の分館設置に関する覚書が交換された。
建物としては、茂原市立茂原小学校の東隣、茂原市茂原605番地（北緯35度25分29.2秒 東経140度18分1.1秒 / 北緯35.424778度 東経140.300306度）にあった千葉県立茂原農業高等学校（千葉県立茂原樟陽高等学校の前身）の旧校舎が再利用されることになった。6月30日、茂原市議会は茂原市公民館（図書館）設置条例を可決し公布した。7月13日、茂原市公民館付属図書館（千葉県立中央図書館長生分館併設）として開館。11月10日より館外貸出を開始した。
1959年（昭和34年）4月6日、茂原市立図書館設置条例が議決、即日公布され、茂原市図書館と改称し公民館から独立した。
1961年（昭和36年）10月1日、図書館設置条例改正により図書館協議会が設置される。
1965年4月1日、読書センター制度発足。
1966年（昭和41年）4月、千葉県立中央図書館長生分館の職員が茂原市職員に移籍。10月1日、それまで市長が兼職していた館長職が専任職となる。
1967年（昭和42年）6月1日、併設されていた茂原市公民館が新築移転したため独立館となる。
1972年（昭和47年）8月3日、茂原市八千代2-9（北緯35度25分20.4秒 東経140度17分41.5秒 / 北緯35.422333度 東経140.294861度）の一宮川沿いに新館の建設を開始した。加藤設計事務所が設計、熊谷組が施工。鉄筋2階建て（一部3階建て）、建築面積1053㎡、延べ床面積2023㎡、収容可能冊数7万冊。
1973年（昭和48年）3月22日、新館移転のため休館。4月1日、茂原市立図書館と改称。5月1日、新館に移転し再開。
1979年（昭和54年）11月7日、茂原市総合市民センター図書室開設。1985年（昭和60年）7月15日、東部台文化会館図書室開設。
1987年（昭和62年）3月31日、千葉県立中央図書館長生分館が廃止される。12月17日、千葉県東方沖地震のため書架が倒壊するなどの被害を受け、1週間の臨時休館となる。
1988年（昭和63年）4月1日、電算システム導入。8月1日、レコード・CDの貸出を開始する。
1989年（平成元年）8月1日、集中豪雨により一宮川が氾濫し、1階が浸水被害を受ける。資料には被害がなかったが、コンピュータの冠水や床面の清掃などのため1週間の臨時休館となる。
1996年（平成8年）9月24日、台風17号により一宮川が氾濫し、再度の浸水被害を受け10日間の臨時休館となる。
2002年（平成14年）9月1日、図書館ホームページ開設（当初は茂原市ホームページ内、2003年10月1日から独自ドメインで運営）。10月15日、茂原市が茂原駅前の茂原駅南口再開発ビル（サンヴェル、旧茂原そごう）6階のワンフロアを借り上げ、「茂原駅前学習プラザ」を開設した。学習プラザには図書室のほか活動室・会議室・多目的ホールなどが設置されており、図書館と共通の図書館カードが利用できた。これにともない、総合市民センター図書室は8月23日に閉室している。なお、サンヴェルは1992年に完成し茂原そごうが入居していたが、2000年に閉店し、以来、大部分が空きビルとなっていたものである。
2013年（平成25年）10月16日、台風26号による水害で一宮川が氾濫、1階が浸水被害を受ける。最大で床上30cmまで浸水したため、本棚の1段目にあった書籍や蔵書管理機器、インターネット関連機器などが水没し、使用不能となった。この被災により、10月28日まで休館を余儀なくされたのみならず、書籍・CD等約1万5000点（所蔵資料の約1割）が廃棄処分となった。なお被災当時、図書館長は携帯電話の電話を切っており、市教育委員会からの緊急連絡に気づかず、職員に対して適切な指示を出さなかった、として、市教育委員会は12月18日に職務怠慢で減給（10分の1）2月の懲戒処分とした、と発表した。この被災に加え、以前から建物の老朽化が問題になっていたことや、過去にも水害で被災していることもあって、茂原市は移転計画を進め、11月26日、市立図書館をサンヴェル6階の「茂原駅前学習プラザ」に移転する計画を明らかにした。

### サンヴェルへの移転

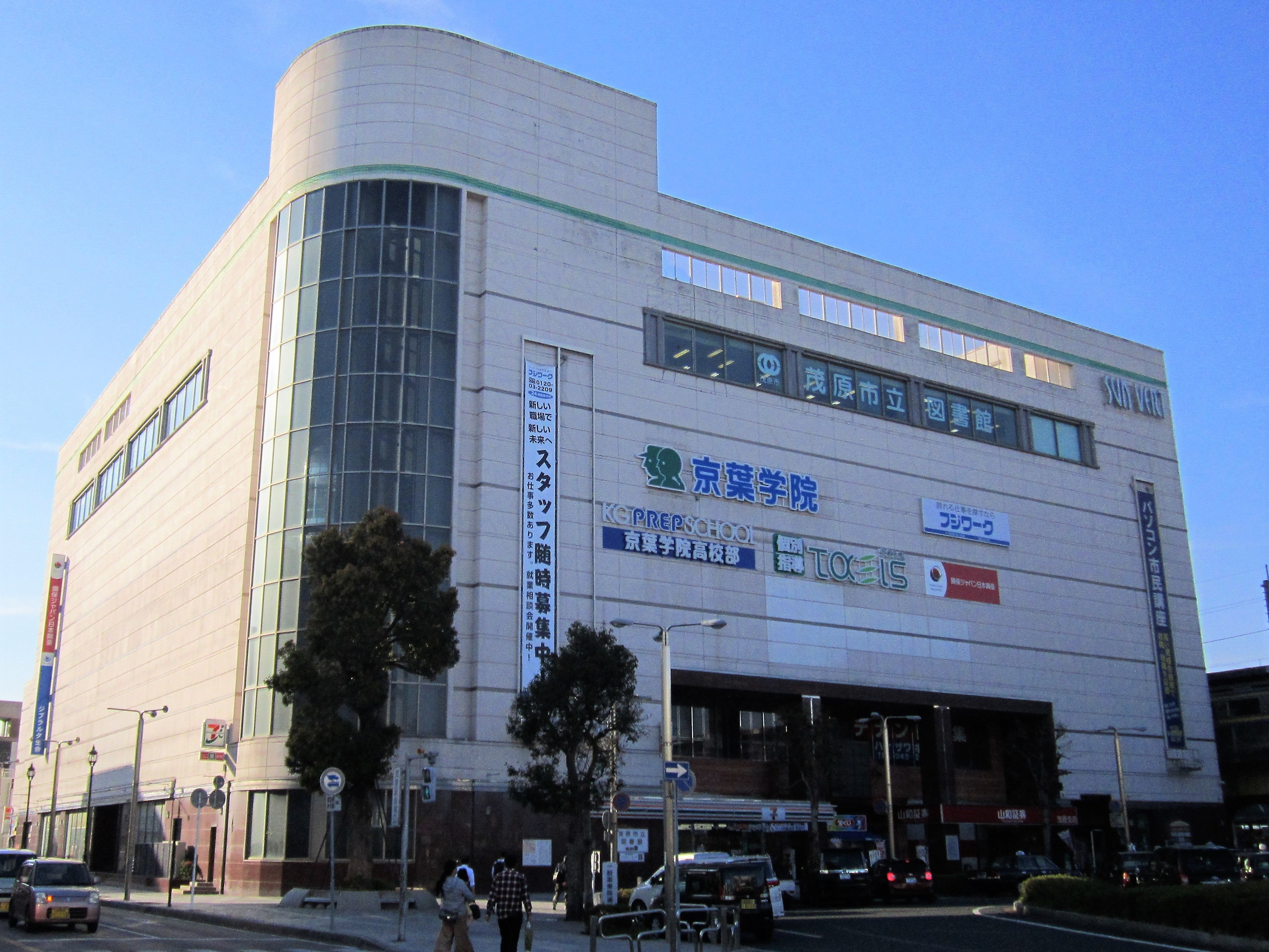
南総サンヴェルプラザ時代の茂原市立図書館（2019年4月）

2014年（平成26年）3月31日、移転準備のため図書館を閉館。これにともない、茂原駅前学習プラザは廃止された。7月20日、サンヴェル（北緯35度25分36.8秒 東経140度18分10.7秒 / 北緯35.426889度 東経140.302972度）6階に移転開館。施設として利用されたのは6階の一部、 2,175平方メートル。
2015年（平成27年）6月1日、DVDの貸出を開始した。

### アスモへの再移転
図書館は2014年に移転したが、「駐車台数が少ない」という利用者の声があったほか、緊急避難的な移転だったために読書スペース等が十分でないなどの課題があった。
2022年（令和4年）4月、商業施設「茂原ショッピングプラザアスモ」の運営事業者から移転の提案があり、駐車場の利便性向上や賃料の削減が見込めることから、茂原市教育委員会が移転を検討。
2024年（令和6年）11月1日より移転準備のため閉館。2025年（令和7年）3月21日、アスモ（北緯35度26分05.7秒 東経140度17分15.3秒 / 北緯35.434917度 東経140.287583度）2階に再移転開館した。

## その他の市内図書施設
茂原市立図書館のほかに、市内には以下の図書室が設置されている。
- 鶴枝公民館図書室
- 本納公民館図書室
- 東部台文化会館図書室
- 五郷福祉センター図書室
- 豊田福祉センター図書室
- 二宮福祉センター図書室
- 東郷福祉センター図書室
- 豊岡福祉センター図書室